# Louis de Freycinet
Louis Claude de Saulces de Freycinet (Montélimar, 7 agosto 1779 – Loriol-sur-Drôme, 18 agosto 1842) è stato un navigatore ed esploratore francese.
Correntemente noto come Louis de Freycinet. Nel 1793 si arruolò nella marina francese e, dopo aver preso parte a diverse battaglie contro la marina britannica, nel 1800 si aggregò insieme al fratello Louis Henri de Freycinet (1777-1840) (che in seguito divenne ammiraglio) ad una spedizione navale destinata all'esplorazione della costa meridionale e sud-occidentale dell'Australia.
La spedizione, guidata da Nicolas Baudin e composta dalle due navi "Naturaliste" e "Geographe", la cui rotta fu pianificata dall'Istituto francese di scienze naturali comprendeva fra i partecipanti diversi botanici, naturalisti e studiosi di idrografia, oltre agli scopi scientifici aveva il fine di effettuare una ricognizione delle neofondate colonie britanniche nel Nuovo Galles del Sud.
Le due navi ripercorsero e rintracciarono gran parte della costa già precedentemente esplorata e tracciata dal britannico Matthew Flinders, alcuni luoghi furono rinominati e furono rivendicate delle scoperte in realtà già descritte dal navigatore britannico.
Nel 1804 Freycinet rientrò in Francia con il grado di tenente e nel 1805 gli venne assegnato l'incarico di preparare mappe e resoconto della spedizione, completò il suo resoconto e l'opera venne pubblicata con il titolo Voyage de découvertes aux terres australes (Parigi, 1807-1816).

## L'Uranie
Il 17 novembre del 1817 Freycinet salpò da Tolone al comando della corvetta Uranie per una spedizione scientifica intorno al mondo, a bordo si trovavano numerosi scienziati. Uno degli aspetti curiosi della spedizione fu che sulla nave fu imbarcata come clandestina anche la moglie di Freycinet, Rose Marie Pinon, sposata quando aveva 19 anni e al momento della partenza ventitreenne, ma dotata di un arguto spirito di osservazione, trascorse il tempo a bordo scrivendo delle lettere ricche di dettagli a sua cugina ed amica Caroline de Nanteuil (nata Barillon), oltre un secolo dopo le lettere vennero raggruppate con le lettere scritte alla madre di Rose a comporre un diario. A bordo della nave, con l'incarico di illustratore, si trovava anche lo scrittore e drammaturgo Jacques Arago.
Due mesi dopo la partenza la spedizione giunse a Rio de Janeiro, dove rimase per due mesi effettuando diverse ricerche e misurazioni sul magnetismo terrestre, seguirono tre settimane a Città del Capo, soste a Mauritius e sull'isola di Bourbon (Réunion) fino a giungere alla costa sabbiosa e deserta di Shark Bay in Australia. Qui vennero installati un osservatorio e un accampamento, in seguito l'Uranie, il cui equipaggio era flagellato da problemi di dissenteria e di febbri, raggiunse il porto di Kupang sull'isola di Timor, a causa degli scarsi rifornimenti presenti nel porto la sosta fu breve e la nave proseguì per Dili, il viaggio proseguì fino all'isola di Guam dove il governatore spagnolo José de Medinilla offrì all'equipaggio un antico convento come ospedale. Il soggiorno su Guam durò tre mesi, il viaggio proseguì verso le Hawaii dove Freycinet incontrò il re Kamehameha I, la nave fu nuovamente rifornita e proseguì il suo viaggio alla volta di Sydney.
Il 21 ottobre 1819, durante la navigazione verso Sydney, fu avvistata, a est di Samoa (ai tempi chiamato arcipelago dei Navigatori), un'isola sconosciuta alla quale Freycinet diede il nome di île Rose (Nel diario di bordo si legge: du nom d'une personne qui m'est extrêmement chère)
Il giorno di Natale, nonostante i britannici considerassero di cattivo auspicio salpare di venerdì, la nave lasciò il porto di Sydney alla volta di Capo Horn con a bordo ben 10 clandestini (evasi dalle colonie penali). Capo Horn venne doppiato l'8 febbraio 1820, una settimana dopo (14 febbraio) l'Uranie urtò uno scoglio (ora conosciuto come Uranie Rock) al largo di Volunteer Point sulle isole Falkland. Freycinet riuscì a portare la nave, che imbarcava acqua da una grossa falla, al riparo in quella che ora si chiama Uranie Bay, dove i naufraghi riuscirono a costruire un accampamento di tende che li ospitò per un mese. Il giorno in cui la lancia dell'Uranie, appositamente modificata con l'obiettivo di raggiungere Montevideo per cercare soccorsi, era pronta per salpare fu avvistata una sloop appartenente alla baleniera statunitense General Knox, in breve la baia si affollò di navi: oltre alla General Knox accorsero il mercantile Mercury danneggiato a Capo Horn e bisognoso di riparazioni e la baleniera britannica Sir Andrew Hammond. Freycinet intavolò un'estenuante trattativa al termine della quale l'equipaggio e tutti i campioni e reperti raccolti durante la spedizione furono imbarcati sulla Mercury che salpò dalla baia quasi tre mesi dopo il naufragio dell'Uranie alla volta di Rio de Janeiro. Durante il soggiorno sulle Falkland fece visita alla coppia Freyinet James Weddell la cui nave Jane era all'epoca ancorata alle Falkland.
Pochi giorni dopo la partenza Freycinet acquistò il mercantile che entrò a far parte della marina francese con il nome di Physicienne, cambiò la rotta dirigendosi a Montevideo per poi rientrare in Francia nell'ottobre del 1820.
Freycinet finì dinnanzi alla corte marziale per la perdita della nave Uranie, venne scagionato e la presenza a bordo della moglie non ebbe conseguenze, anche per l'appoggio indiretto del re.
In seguito Freycinet entrò a far parte dell'Accademia francese delle scienze e fu uno dei fondatori della Société de Géographie.
Il suo metodo di lavoro fu adottato dalle successive spedizioni.
Tutti gli ufficiali della spedizione hanno avuto una brillante carriera:
Jacques Arago disegnatore, romanziere, drammaturgo, anticonformista, lo spirito caustico della spedizione.
Gaudichaud come botanico sarà l'unico ad essere accolto come membro de l'Académie des sciences.
La coppia Quoy e Gaimard naturalisti e medici. Gaimard resterà amico della coppia Louis e Rose. Nel 1832 assisterà alla morte di Rose per colera, mentre Louis si riprendeva.
Duperrey che comanderà una successiva spedizione, ottimo idrografo e cartografo.
Pellion ed altri ufficiali avranno una brillante carriera nella Marina sino a diventare ammiraglio o ricoprire incarichi di alta responsabilità.

## Riconoscimenti
- Sulla costa dell'Australia Occidentale vi è un'insenatura chiamata Freycinet Estuary, attenzione si chiama sì Freycinet, ma è dedicata al fratello Henri!. Mappa della Baie des Chiens - Marins Shark Bay - disegnata da Louis-Claude de Freycinet e Faure, Comandante della Goletta la Casuarina pubblicata a Parigi nel 1812 - National Library of Australia.
- Sempre in Australia c'è il promontorio chiamato Cape Freycinet, è dedicato ai due fratelli in onore delle loro esplorazioni in Australia, è situato fra Cape Leeuwin e Cape Naturaliste. (vedi sotto riferimento).
- In Tasmania vi è una penisola (Penisola Freycinet) sulla quale si trova il Freycinet National Park. (F. Péron and L. Freycinet, Voyage de Decouvertes aux Terres Australes: Execute par Ordre de sa Majeste, l'Empereur et Roi, sur les Corvettes le Geographe, le Naturaliste et la Goelette le Casuarina, Pendant les Annees 1800, 1801, 1802, 1803 et 1804, vols 1-2 (Paris, 1807-16))

## Opere
- (FR) Voyage de découvertes aux terres australes pendant les années 1800-4.
- (FR) Voyage autour du Monde...exécuté sur les corvettes de L. M. "L'Uranie" et "La Physicienne," pendant les années 1817, 1818, 1819 et 1820.